# Isole Gulf

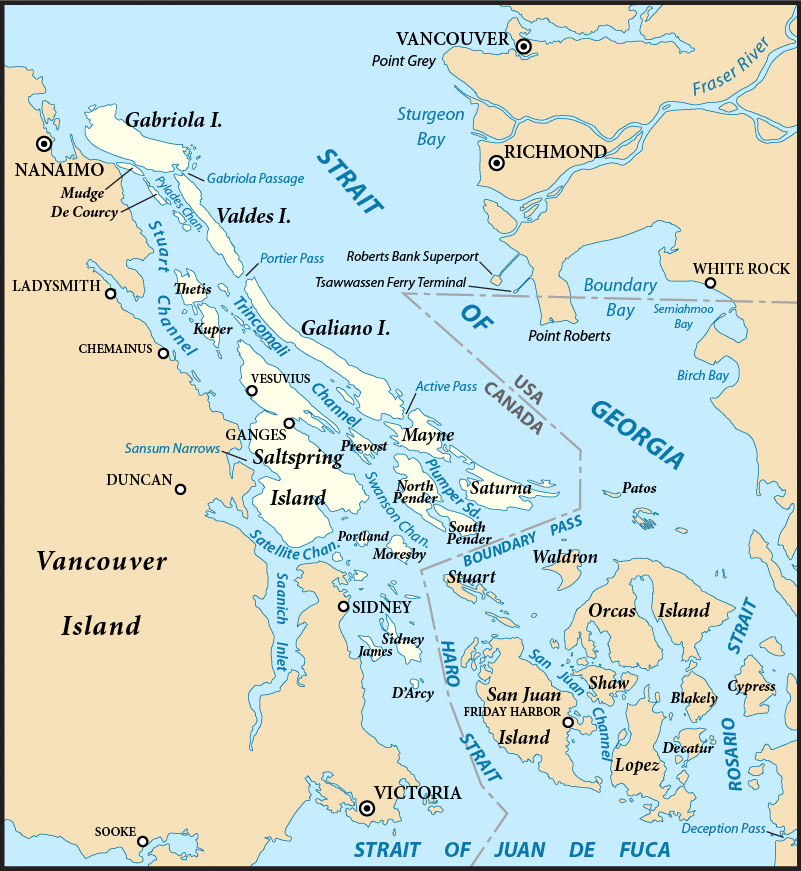
Isole Gulf (in bianco) e zona circostante

Le isole Gulf (in inglese Gulf Islands) sono una serie di isole che si trovano in Canada, nello Stretto di Georgia tra l'isola di Vancouver e il territorio continentale della Columbia Britannica, provincia a cui appartengono.
Secondo il servizio geografico della Columbia Britannica, il BC Geographical Names (BCGNIS), il nome Gulf Islands era originariamente previsto per l'arcipelago che si trova nella zona meridionale dello stretto di Georgia, per intendersi dall'isola di Gabriola a nord fino all'isola Saturna nel sud-est e l'isola D'Arcy nel sud-ovest. A partire dagli anni '90 tuttavia il termine cominciò ad essere usato in modo più estensivo, applicandolo quindi a tutte le isole del golfo di Georgia. Cominciò quindi ad essere utilizzato il nome Southern Gulf Islands (isole Gulf Meridionali), che il BCGNIS giudica inappropriato, per distinguere le isole originali dalle altre isole, che per contro vengono chiamate Northern Gulf Islands (isole Gulf Settentrionali).
Parte delle isole costituiscono il Parco nazionale Isole del Golfo.

## Isole Gulf Meridionali
La linea di demarcazione da cui partono le isole è approssimativamente rappresentata a nord dalla linea che unisce idealmente la città di Nanaimo, sull'isola di Vancouver, e la foce del fiume Fraser sulla terraferma, mentre a sud è rappresentata dal Boundary Pass e dall'Haro Strait, due passaggi d'acqua che segnano anche il confine con gli Stati Uniti d'America.
Alcune delle isole maggiori (da nord a sud):
- Gabriola Island;
- Valdes Island;
- Thetis Island;
- Penelakut Island (detta anche Kuper Island);
- Galiano Island;
- Saltspring Island;
- Prevost Island;
- Mayne Island;
- Pender Islanda (Nord e Sud);
- Saturna Island;
- Moresby Island;
- Sidney Island;
- James Island;
- D'Arcy Island.

## Isole Gulf Settentrionali
Come detto in precedenza, il termine "Isole Gulf Meridionali" non è ufficialmente riconosciuto, pertanto la definizione esatta dei confini di questo gruppo non sono unanimemente riconosciuti. Secondo alcuni l'isola Quadra è considerata la più settentrionale delle isole Gulf. D'altra parte l'isola Quadra, e la più meridionale isola Cortes, sono normalmente indicate come appartenenti al gruppo delle Isole Discovery. Pertanto nel seguito si considera limite settentrionale delle isole Gulf la punta nord dell'isola Hernando, posta a sud dell'Isola Cortes.
In base a tale assunzione le principali isole sono (da nord a sud):
- Hernando;
- Savary;
- Harwood;
- Texada;
- Denman;
- Hornby;
- Lasqueti;
- Thormanby;
- Isole Ballenas